# NGC 3265
NGC 3265 (другие обозначения — UGC 5705, MCG 5-25-19, ZWG 154.23, WAS 12, IRAS10282+2903, PGC 31029) — галактика в созвездии Малый Лев. Изначально была определена как эллиптическая, однако снимок Хаббла выявил спиральную структуру.
Этот объект входит в число перечисленных в оригинальной редакции «Нового общего каталога».
Галактика NGC 3265 входит в состав группы галактик NGC 3254. Помимо NGC 3265 в группу также входят NGC 3245, NGC 3254, NGC 3277, NGC 3245A и PGC 30714.
В центральных областях галактики был обнаружен монооксид углерода.